# أندرو هينسون ألين
أندرو هينسون ألين هو سياسي نيوزيلندي، ولد في 1877، وتوفي في 25 يوليو 1963. نشط حزبياً في الحزب الوطني في نيوزيلندا.